# Assasuni
Assasuni è un sottodistretto (upazila) del Bangladesh situato nel distretto di Satkhira, divisione di Khulna. Si estende su una superficie di 402,36 km² e conta una popolazione di 268.754 abitanti (dato censimento 2011).